# Tariel Bakradse
Tariel Bakradse (georgisch ტარიელ ბაქრაძე, russisch Тариэль Лукич Бакрадзе; geb. 7. November 1923 in Tiflis; gest. 1997) war ein sowjetisch-georgischer Pianist und Komponist.

## Leben
Tariel Bakradse wurde 1923 in der georgischen Hauptstadt Tiflis geboren. Im Jahr 1944 machte er seinen Abschluss am Medizinischen Institut von Tiflis, 1948 wurde er wissenschaftlicher Mitarbeiter und 1961 Leiter der Abteilung für Epidemiologie des Instituts für medizinische Parasitologie und Tropenmedizin. 1953 graduierte er in Komposition am Konservatorium von Tiflis, wo er in der Kompositionsklasse von Iona Tuskiya (1901–1963) studiert hatte. Von 1953 bis 1961 arbeitete er als Musiklehrer an öffentlichen Schulen, Doktor der Medizin wurde er 1968, Professor 1971. Er schrieb ein Klavierkonzert, eine Sinfonie und andere Werke.
Ein beliebtes Vortragsstück ist sein jazzartige Einflüsse verratendes Klavierstück mit dem russischen Titel Shalunya. Er komponierte auch Marschmusik.

## Publikationen (Auswahl)
- Особенности эпидемиологии малярии в процессе ее ликвидации в Грузинской ССР. (Besonderheiten der Malaria-Epidemiologie im Prozess der Eliminierung der Malaria in der Georgischen SSR.) Metsniereba, Tiflis 1974, OCLC 1039765333.